# JR淡路站
34°44′26.5″N 135°31′11.5″E / 34.740694°N 135.519861°E
JR淡路站 （日语：／ Jeiāru-awaji eki */?）位於日本大阪府大阪市東淀川区菅原，是西日本旅客鐵道（JR西日本）大阪東線的鐵路站，車站編號是JR-F04。此站是东淀川区首个JR车站。

## 历史
- 2018年（平成30年）7月24日：车站名决定为“JR淡路站”。暂定名为“淡路站”，为了与邻近的阪急淡路站区别，冠以“JR”[2]。
- 2019年（平成31年）3月16日：与大阪东线一同开业[2]。

## 车站结构
侧式月台2面2线的高架车站，对应8辆车的编组。每个站台设有1台电梯，自动扶梯每个站台设有2台(上下)共4台。本站的车站颜色是樱桃色。
该站的设计理念是"菅原道真与淡路"。
本站虽然没有设置綠窗口，但是设立了自动售票机。

### 月台配置
| 月台 | 路線     | 目的地           |
| ---- | -------- | ---------------- |
| 1    | 大阪東線 | 新大阪方向       |
| 2    | 大阪東線 | 放出、久宝寺方向 |

## 车站周邊
- 阪急電鐵淡路站：與JR淡路站的步行距離約300公尺。

## 相鄰車站
西日本旅客铁道
 大阪東線
■直通快速 (2023年春 時刻表改正後開始)
新大阪（JR-F02）－JR淡路（JR-F04）－放出（JR-F08）
■普通
南吹田（JR-F03）－JR淡路（JR-F04）－城北公園通（JR-F05）